# 세노테

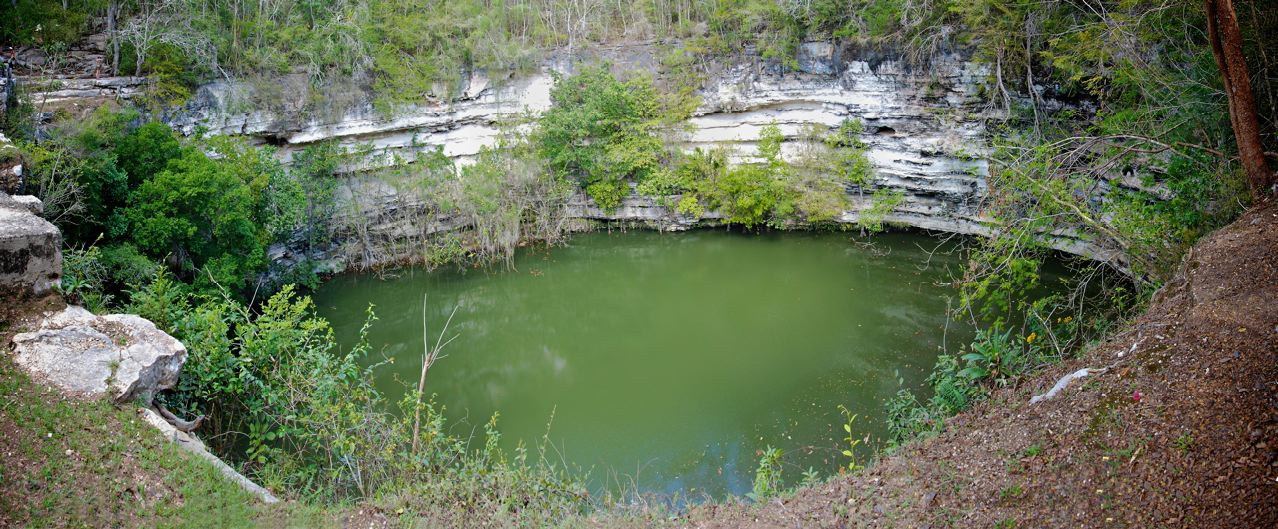
멕시코의 세노테

세노테(Cenote)는 지하수를 노출시키는 석회암 암반의 붕괴로 인한 자연적 구덩이 또는 싱크홀이며, 낮은 편평한 석회암 지역에서 볼 수 있는 함몰 구멍에 지하수가 모인 천연 우물이다.
《세노테》라는 말은, 멕시코의 유카탄반도에서 '지하수에 접근할 수 있는 장소' 를 가리키는 용어이며, 고대 마야인들이 물을 공급하기 위해, 그리고 때때로 제물을 바치기 위해 세노테를 사용했기에 명칭이 유래되었다.